# روبوت ترفيهي

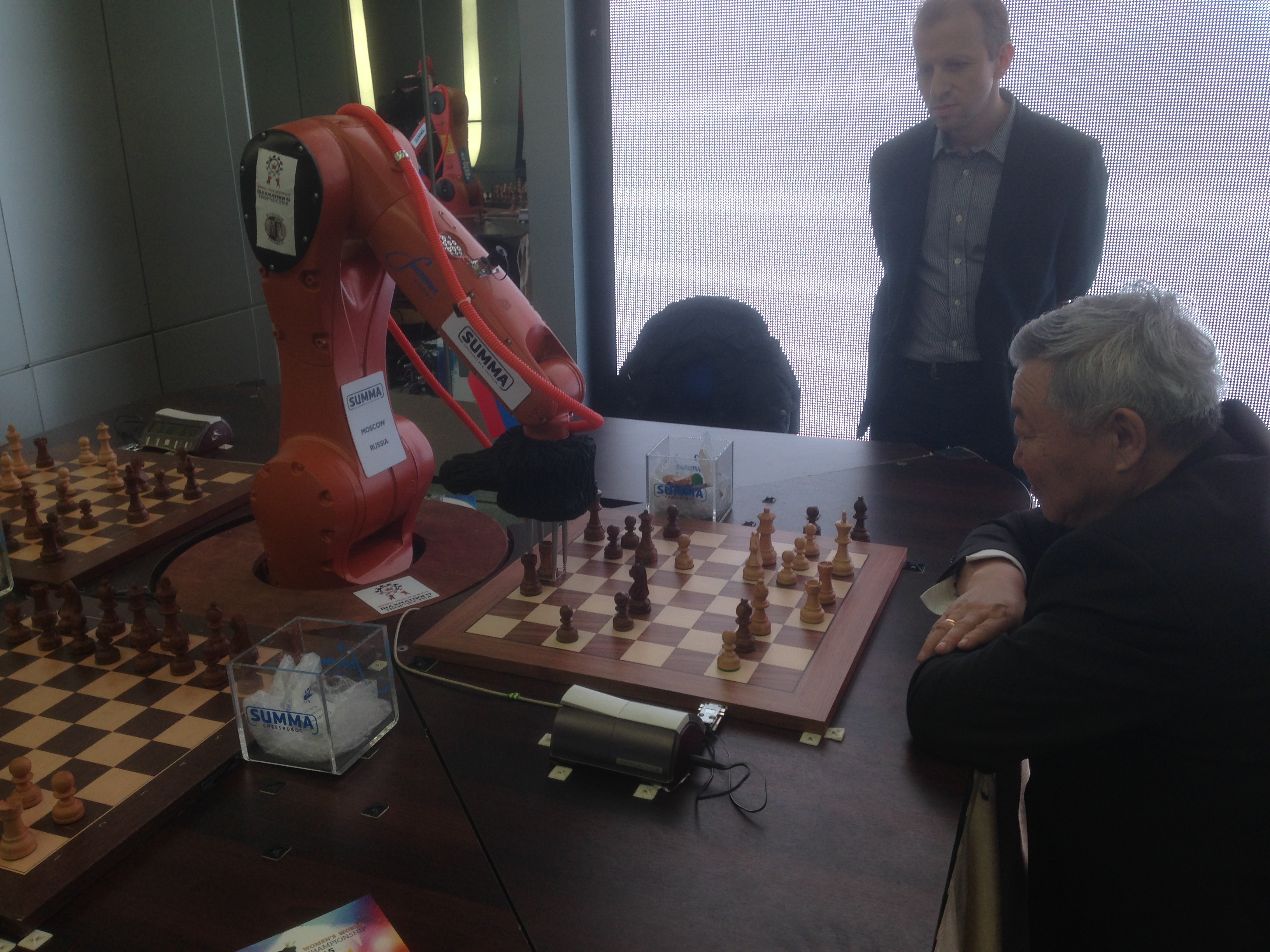
روبوت السطرنج

الروبوت الترفيهي ، كما يشير الاسم، هو روبوت غير مصنوع للاستخدام النفعي، كما هو الحال في الإنتاج أو الخدمات المحلية، ولكن للمتعة الذاتية الوحيدة للإنسان. يخدم عادة المالك أو زملائه، الضيوف أو العملاء. يتم تطبيق تقنيات الروبوتات في العديد من مجالات الثقافة والترفيه.
يتم تطبيق الروبوتات باهظة الثمن على إنشاء البيئات السردية في الأماكن التجارية حيث يتم استخدام المحركات المؤازرة والضغط الهوائي والمحركات الهيدروليكية لخلق حركة ذات سلوكيات استجابة مبرمجة في كثير من الأحيان مثل ركوب منزل مسكون في ديزني لاند.
يمكن أيضًا رؤية الروبوتات الترفيهية في سياق الفنون الإعلامية حيث يستخدم الفنان تقنيات متقدمة لإنشاء بيئات وتعبير فني يستخدم أيضًا المشغلات وأجهزة الاستشعار للسماح لروبوتاتهم بالتفاعل والتغيير فيما يتعلق بالمشاهدين.

## لعبة الروبوت
تُستخدم الروبوتات الترفيهية الرخيصة نسبيًا والمنتجة بكميات كبيرة كألعاب ميكانيكية، وأحيانًا تفاعلية، تؤدي مهامًا وحيلًا مختلفة عند الطلب. لم يكن من المستغرب أن تكون النتيجة التجارية الأولى على غرار الحيوانات الأليفة الأكثر شعبية: الكلاب.

### كلب روبوتي
تم إنتاج كلاب الروبوت كبدعة مع اختلاف بسيط نسبيًا. هذه بعض النماذج التجارية:
- (Teksta) هو كلب روبوت لعبة شائع في التسعينات كان يهدف إلى أن يكون قادرًا على أداء حيل البطاقة والاستجابة للأوامر.
- (Aibo ) الكلب الروبوت سوني .
- بو تشي
- بو-وأو
- I-Cybie
- (iDog ) مكبر صوت للموسيقى خاص بـ iPod لجهاز Sega
- جوبي ، خنزير غينيا الروبوتية
- Space Dog ، كلب التحكم عن بعد [1]

تظهر كلاب الروبوت أيضًا في كثير من الأحيان في الخيال مقارنة بالأشكال الأخرى من الروبوتات الترفيهية الشخصية.
- K-9 الطبيب كمبيوتر محمول والروبوت، من تلفزيون هيئة الإذاعة البريطانية (سلسلة طبيب ).
- بريستون - كلب روبوت Wendolene من فيلم الرسوم المتحركة Wallace و Gromit لعام 1995 A Close Shave .
- الحيوانات الأليفة جودارد جيمي نيوترون.

### الروبوتات الترفيهية البشرية
على الرغم من تلك الروبوتات البشرية للاستخدامات النفعية، هناك بعض الروبوتات البشرية التي تهدف إلى الاستخدامات الترفيه، مثل( QRIO ) من سوني و (RoboSapien) من Wow Wee . عادة ما تكون قادرة على بعض الميزات المتقدمة مثل التعرف على الصوت أو المشي.

### استبدل الحيوانات الأليفة
في حين أن نماذج لعبة الروبوت البدائية تنفذ فقط روتينات موحدة مبرمجة مسبقًا، في بعض الأحيان لا يمكن أن تفعله لعبة الريح، إلا أن التكنولوجيا المتقدمة تسمح بالتفاعل مع المستخدم و / أو المحفزات البيئية الأخرى (مثل العوائق التي يكتشفها المستشعر) ، وبالتالي تشبه إلى حد ما رفيق اللعب المباشر.
ومع ذلك، في ذهن بعض المستخدمين، يمكن للأشياء أن تحتفظ بالمكان المحبوب لحيوان أليف، كما يتضح من حقيقة أن البعض ينامون بقطعة معدنية بدلاً من لعبة محشوة.
في الواقع، وجد المصنعون أنه من المجدي إنتاج لعبة مصممة بشكل أساسي لتغذيها، مثل بيضة في بعض «محاكاة تجربة الأبوة» ، كما ثبت من نجاح ( Tamagotchi) الياباني.
يمكن أن تتخذ الروبوتات الترفيهية شكل أدوات تسويق اتصالات تفاعلية في المعارض التجارية حيث تتحرك الروبوتات الترويجية حول أرضية المعرض التجاري مما يوفر تفاعلًا في اللسان مع الحضور في المعرض التجاري من أجل جلب الحاضرين إلى كشك معارض تجارية لشركات معينة. يتم توظيف هذه الروبوتات الترويجية من قبل الشركات للترفيه عن الحاضرين بالمعلومات التجارية حول الخدمات الإعلانية للمنتجات المتوفرة في المعارض التجارية، على سبيل المثال www.entertainmentrobots.com تأجير روبوتات المعارض التجارية.

## روبوتات المعرض التجاري
كما هو معتاد في صناعة الترفيه، يتم استثمار رأس المال والإبداع لمحاولة السيطرة على أي شيء يستطيع الشخص الخاص تحمله. في الواقع، من وجهة نظر أصحابها، يعد هذا استخدامًا احترافيًا، ولكن المنتج مصمم للاستخدام النهائي في الاعتبار تقديره من قبل الجمهور.
وبالتالي يتم صنع الروبوتات باهظة الثمن للاستخدام على النحو التالي:
- أداة تسويق - يتم عرضها بشكل منطقي من قبل الشركات المصنعة، للترويج لمنتجاتها وتقنياتها، والتي تُستخدم أحيانًا في منتجات ترويجية أخرى
- دعامة - أداء جامد أو حتى ممثل اصطناعي في العرض، الإنتاج التلفزيوني والسينمائي (مثل أول لعبة روبوتية وهمية، انظر أعلاه) ؛ مع تقدم التكنولوجيا، يمكن لبعض الروبوتات المتقدمة، غالبًا ما تساعد في التأثيرات الخاصة الأخرى، لجعلها تبدو ما لا يمكن (حتى الآن) ، أن تكون أكثر بكثير من مجرد إلقاء إضافي، مثل droids R2-D2 و C-3PO في حرب النجوم ثلاثية مزدوجة (1977-2005) والتي أثبتت شعبيتها إلى حد ما منذ البداية.

## روبوتات فنية غير تجارية
في عام 1956 ، أنشأ نيكولاس شوفرCysp 1
(Spatiodynamique Cybernétique) ، وهو روبوت وراقص يعملان معًا لإنشاء منحوتة مجردة وتصميم الرقصات مع موسيقى ملموسة من قبل بيير هنري . يمكن أن تتفاعل هذه الأعمال مع اللون والصوت والضوء.
مختبرات Survival Research Laboratories ، في سان فرانسيسكو، كاليفورنيا، تخلق عروض روبوتية مدمرة كبيرة لتحميص الثقافة المعاصرة والتعبير عن نفورها من المجمع الصناعي العسكري .
تقوم الأنظمة الناشئة بإنشاء بيئات فنية تفاعلية واسعة النطاق حيث تكون الروبوتات قادرة على الاستجابة للبشر وبعضها البعض عندما تتفاعل وتتطور في المنشآت الروبوتية. كان التشريح الذاتي أحد أعمال الحياة الاصطناعية التي سمحت بسلسلة من الروبوتات التي تم إنشاؤها من كروم العنب لتعمل كأفراد ومجموعة.  سمحت حقيقة الأسماك المعززة للأسماك السيامية المقاتلة بالتحكم في الروبوتات للالتقاء عبر فجوة أوعية الأسماك الزجاجية.
يستضيف متحف إنتل الروبوت التفاعلي المدفوع بالذكاء الاصطناعي ARTI ، وهو اختصار لـ «الذكاء الاصطناعي». يعتبر هذا الروبوت من أعمال الفنون الجميلة وقادرًا على التعرف على الوجوه ويفهم الكلام وحتى يعلم ضيوف المتحف عن تاريخ المتحف ومؤسسيه روبرت نويس وجوردون مور. وجه ARTI مصنوع من رقاقة السيليكون الجامدة.

## روابط خارجية
- موقع كين رينالدو